# خوسيه فيلانويفا
خوسيه فيلانويفا (19 مارس 1913 – 1983) هو ملاكم فلبيني راحل، مثّل بلاده في الألعاب الأولمبية الصيفية 1932.

## روابط خارجية
خوسيه فيلانويفا على موقع أوليمبيديا (الإنجليزية)